# Wojciech Cybulski

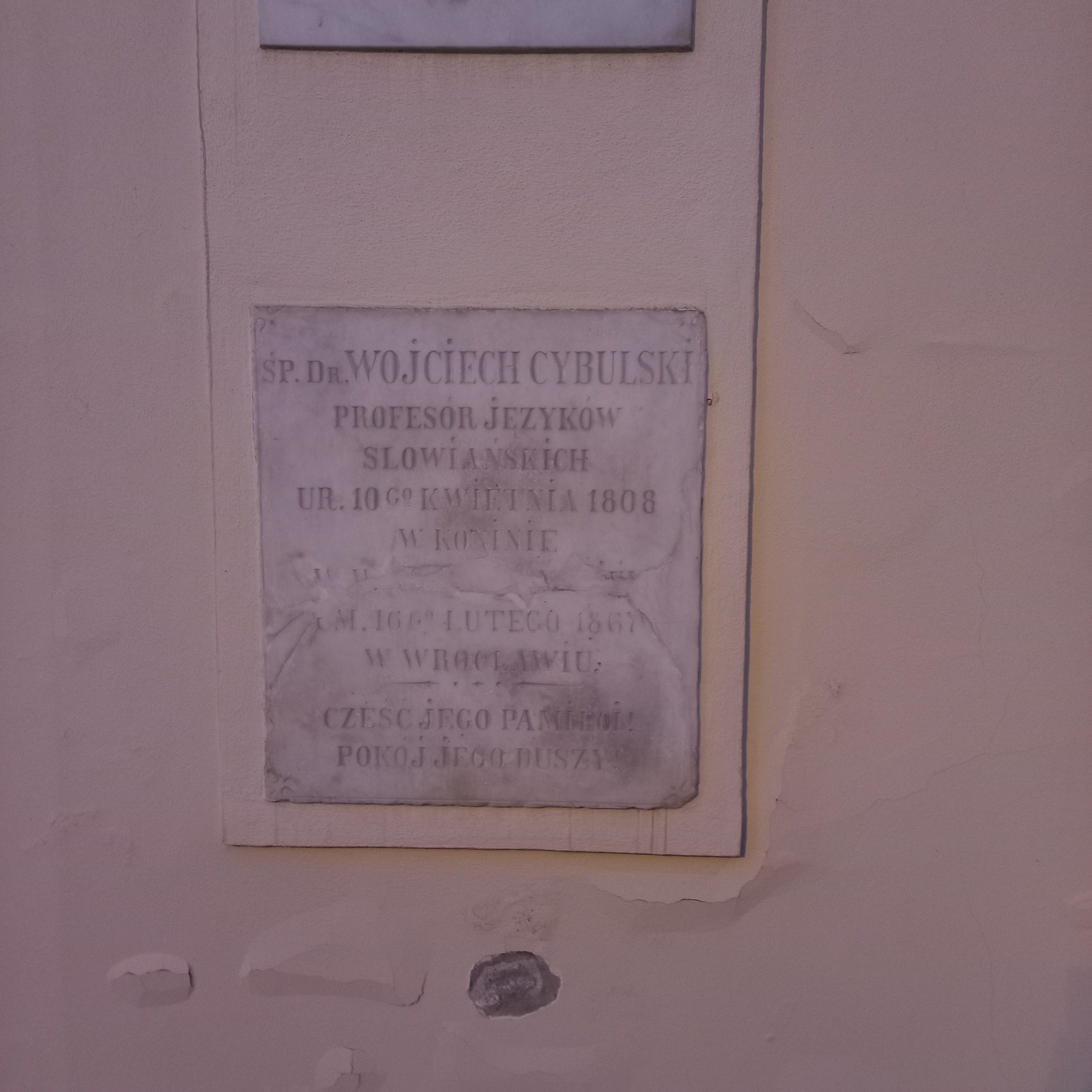
Das Grab von Wojciech Cybulski an der Kirche St. Mauritius in Breslau

Wojciech Cybulski (* 10. April 1808 in Konin; † 15. Februar 1867 in Breslau) war ein  polnischer Literaturhistoriker und Sprachwissenschaftler.
Cybulski studierte Philologie und Geschichte in Berlin, Prag und Wien und habilitierte sich an der Berliner Universität als erster Dozent der slawischen Literatur und Sprachen. Ab 1860 war er ordentlicher Professor in Breslau. Er verfasste eine kritische Analyse von Adam Mickiewiczs Dziady (Posen 1863). Seine 1842–45 in Berlin gehaltenen Vorlesungen wurden nach seinem Tode herausgegeben unter dem Titel Geschichte der polnischen Dichtkunst in der ersten Hälfte des laufenden Jahrhunderts (2 Bände, Posen 1880). Sie waren bereits 1870 in Dresden in polnischer Ausgabe erschienen.